# الأرخبيل الياباني

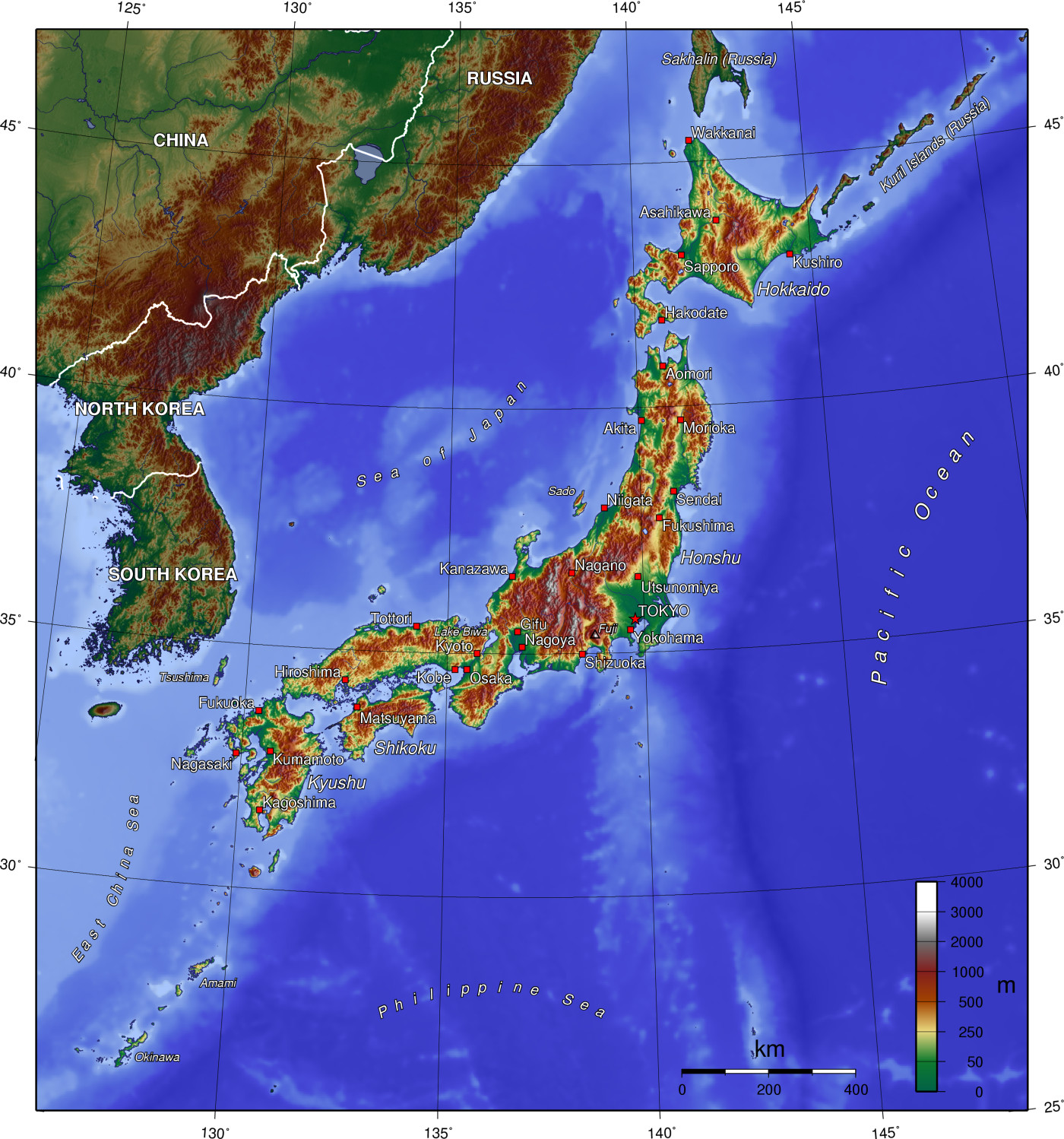
خريطة طبوغرافية للأرخبيل الياباني.

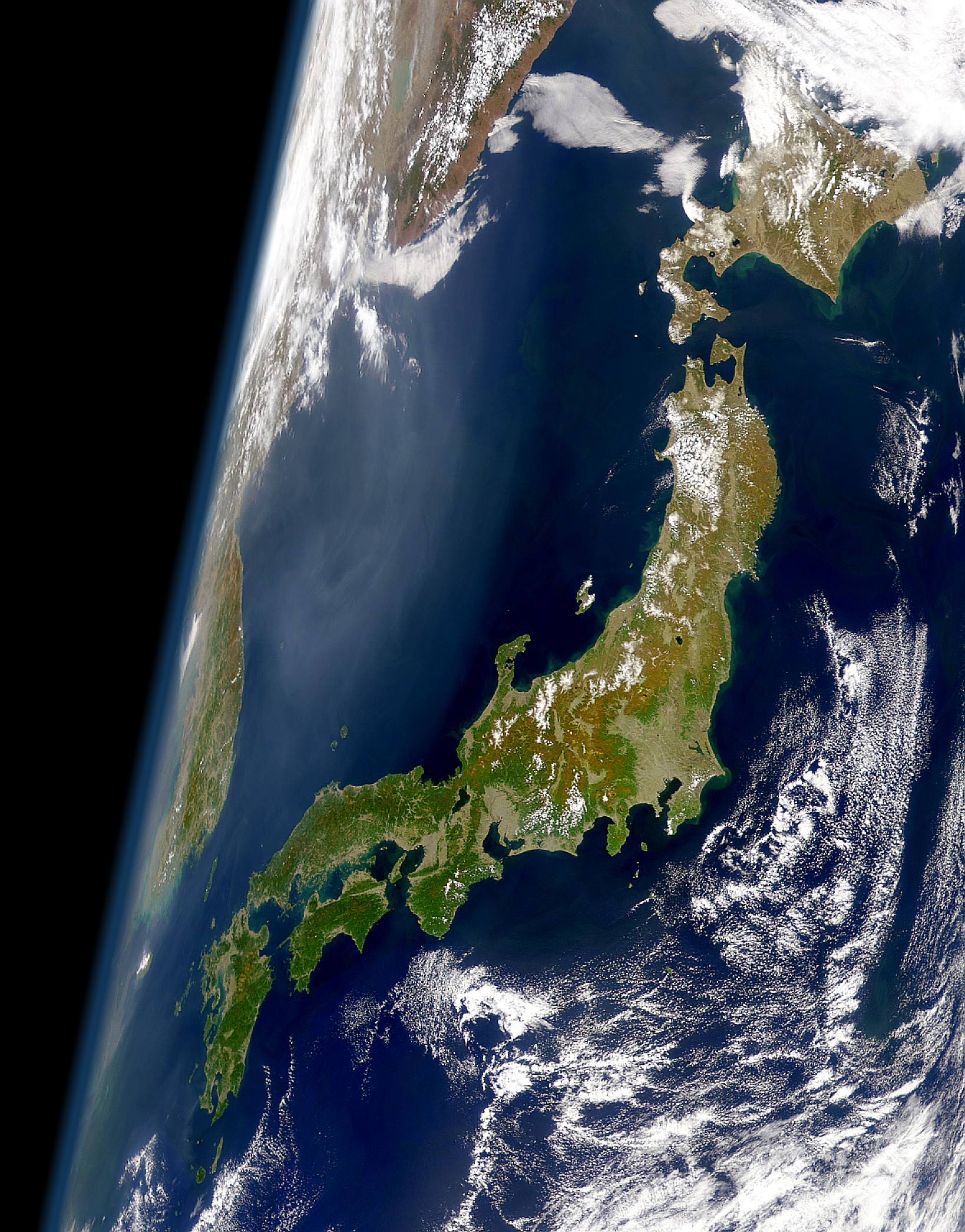
صورة من قمر صناعي (ساتل) لأرخبيل اليابان

الأرخبيل الياباني هو مجموعة الجزر التي تشكِّل دولة اليابان، والتي تمتدُّ تقريباً من الشمال الشرقي إلى الجنوب الغربي على شكل هلال، قبالة ساحل أوراسيا الشمالي الشرقي، وفي الجانب الشمال الغربي من المحيط الهادئ.
يتألَّف الأرخبيل من 6,852 جزيرة، بينها 430 جزيرة مأهولةً بالسكان. الجزر الأربع الأكبر مساحةً والأكثر أهميةً من جزر الأرخبيل هي (بالترتيب من الشمال إلى الجنوب): هوكايدو وهونشو وشيكوكو وكيوشو. وأكبرها هي هونشو، والتي تعرف بـ«بر اليابان الرئيسي».

## طالع أيضًا
- قائمة جزر اليابان حسب المساحة